# El rey de los huevones
El rey de los huevones es una película chilena de 2006 dirigida por Boris Quercia basada en el libro del mismo nombre escrito por Beto Ortiz[cita requerida] y es actuada por el propio Boris, Angie Jibaja, Rhandy Piñango, Tamara Acosta y Diego Hurtado.

## Sinopsis
Anselmo trabaja como taxista y pertenece a esa estirpe anónima y cada vez más escasa: los hombres honestos. O huevones, como dicen muchos chilenos, mote que a Anselmo le cae del cielo cuando se encuentra un maletín con veinticuatro millones de pesos y decide...entregarlo a la policía.
Pero no será esa la única prueba de la buena fe (o estupidez) de nuestro héroe. Porque en el medio se le cruzarán una bella y misteriosa extranjera envuelta en negocios turbios (Angie Jibaja), un niño ajeno que debe cuidar como propio y la oportunidad de tener algo más que camaradería con la novia de su mejor amigo (Tamara Acosta).

## Elenco
- Boris Quercia como Anselmo.
- Angie Jibaja como Eva.
- Rhandy Piñango como Mario.
- Tamara Acosta como Sandra.
- Diego Hurtado como Adrián.